# Überschussbeteiligung
Eine Überschussbeteiligung ist eine meist in langfristigen Personenversicherungsverträgen wie Lebens- und Krankenversicherungen vereinbarte Beteiligung der Versicherungsnehmer an Überschüssen aus dem Versicherungsgeschäft des Versicherers. In Deutschland beinhaltet die Überschussbeteiligung auch einen Anspruch auf die Beteiligung an den Bewertungsreserven.
Im Wege der Überschussbeteiligung werden die Versicherungsnehmer insbesondere in der Lebens- und der (privaten) Krankenversicherung an den vom Versicherer erwirtschafteten handelsrechtlichen Überschüssen bzw. in einigen Ländern auch insgesamt unabhängig von der handelsrechtlichen Bewertung erzielten Wertzuwächsen beteiligt.

## Hintergrund
Wegen der Notwendigkeit, bis zu lebenslang bestehenden Versicherungsschutz auch bei verschlechtertem Gesundheitszustand zu erhalten, werden viele Lebens- und Krankenversicherungen mit sehr langen, teilweise viele Jahrzehnte umfassenden Laufzeiten abgeschlossen. Für diese verspricht der Versicherer ohne Rücksicht auf die gesundheitliche Entwicklung des Versicherten Versicherungsschutz zum bei Abschluss vereinbarten Preis. Bei verschlechterter Gesundheit ist der Versicherte zugleich an diesen Versicherer gebunden, da kein anderer Versicherer ihn mehr zum gleichen Preis aufnehmen würde; bei sehr schlechtem Gesundheitszustand müssten nicht mehr bezahlbare Beiträge erhoben werden („Versicherung eines brennenden Hauses“). Daher erwarten die Versicherungsnehmer, dass sich der Versicherer für die Laufzeit auf gewisse Mindeststandards verpflichtet, insbesondere dass das Preis-Leistungs-Verhältnis ein bestimmtes Niveau niemals übersteigt. Dies sind die „garantierten Beiträge“ und „garantierten Leistungen“, an die der Versicherer über die ganze Vertragslaufzeit gebunden ist, gleich wie sich durch Veränderung der Sterblichkeit, der Inflation, der Kapitalmärkte etc. seine eigenen „Produktionskosten“ entwickeln. Da die Entwicklung für 20 oder gar bis zu 80 oder sogar 100 Jahren in keiner Weise absehbar ist, sagen Versicherer solche Garantien nur auf einem sehr niedrigen, nach menschlichem Ermessen immer erreichbaren Niveau zu. Dies ist nicht nur wirtschaftliches Eigeninteresse der Versicherer, sondern auch sozialpolitisch geboten. Denn gesundheitlich beeinträchtigte Versicherte würden im Fall eines Konkurses des Versicherers den in dieser Situation besonders benötigten Versicherungsschutz nicht mehr anderweitig erhalten. Daher gelten Konkurse von Lebens- und Krankenversicherern als sozialpolitisch inakzeptabel und es wird weltweit eine strenge staatliche Beaufsichtigung dieser Unternehmen durchgeführt. Hiernach dürfen die Versicherer auf Grund gesetzlicher Grenzen Garantien nur in gewissen Grenzen aussprechen.
Aus dieser Notwendigkeit, im Vergleich zu den tatsächlichen garantierten Leistungen sehr vorsichtig bestimmte Beiträge zu erheben, ergibt sich fast zwangsläufig in den meisten Jahren, bis auf sehr wenige besonders ungünstige, ein durch diese Vorsicht entstehender Überschuss des Versicherers. Da dieser Überschuss weitestgehend nicht durch die unternehmerische Leistung des Versicherers, sondern konstruktionsbedingt entsteht, wird er praktisch seit den Anfängen der Lebensversicherung, im Wesentlichen aus Wettbewerbsgründen, zu einem gewissen Teil an die Versicherungsnehmer als „Beitragsrückerstattung“ zurückerstattet. Dies geschah erstmals im Jahr 1768; schon sechs Jahre nach der Gründung des ersten auf mathematisch/statistischer Basis arbeitenden Lebensversicherers waren so hohe Überschüsse entstanden, dass eine Ausschüttung an die Versicherungsnehmer erforderlich wurde.
Da dieser Überschuss durch die staatlichen Vorschriften zur vorsichtigen Gewährung von Garantien mit verursacht ist, machen viele Staaten Vorgaben zur Überschussbeteiligung. Deutschland gehört zu den Staaten mit den strengsten diesbezüglichen Regelungen. Auf Grund der noch weiter als bisher gehenden Anforderungen des BVerfG im Jahr 2005, wurde im Rahmen der VVG-Reform die gesetzliche Ausgestaltung ab 2008 perfektioniert. In vielen anderen Staaten ist die Rückerstattung von Überschüssen mehr oder weniger ungeregelt und damit weitgehend oder sogar vollständig im Gutdünken der Versicherer, die diese dann nach Wettbewerbsgesichtspunkten vornehmen. In Österreich und der Schweiz haben die Aufsichtsbehörden zwar Eingriffsrechte, doch sind die rechtlichen Pflichten der Versicherer wenig konkretisiert. Man verlässt sich hier, wie in den meisten Staaten, auf den Wettbewerb der Versicherer und die Mündigkeit der Verbraucher. In der Schweiz müssen sich die Versicherer die tatsächliche Überschussbeteiligung durch die zuständige Aufsichtsbehörde, dem Bundesamt für Privatversicherungen, genehmigen lassen. Die Grundlagen der Überschussbeteiligung für die vor dem 29. Juli 1994 abgeschlossenen Lebensversicherungsverträge in Deutschland sind ebenfalls durch die jeweilige deutsche Aufsichtsbehörde genehmigungspflichtig.
Die durchschnittliche Überschussbeteiligung für 2019 ist im Vergleich zum Vorjahr konstant geblieben. Deutsche Lebensversicherer zahlen im Schnitt wieder 2,34 % p. a. Liegt diese laufende Verzinsung unterhalb des Garantiezinses eines Vertrages, zahlt der Lebensversicherer den Garantiezins (bis 4,00 %).

## Gesetzliche Grundlagen des Anspruchs auf Überschussbeteiligung
Die Rechtsgrundlage für die Überschussbeteiligung ist der Versicherungsvertrag. Doch haben diesbezüglich in Deutschland Versicherungsverträge den im Vertragsrecht, insbesondere im Versicherungsvertragsrecht bestimmten Mindestanforderungen zu genügen. Danach erhält jeder ab 2008 abgeschlossene Lebensversicherungsvertrag durch § 153 VVG einen Anspruch auf Überschussbeteiligung, soweit dieser nicht ausdrücklich und transparent im Versicherungsvertrag ausgeschlossen ist. Regelungen zur Überschussbeteiligung in der Krankenversicherung finden sich nicht im VVG.
§ 153 VVG bestimmt Mindestanforderungen für den Anspruch der Versicherungsnehmer auf Überschussbeteiligung, von denen vertraglich nicht zu deren Ungunsten abgewichen werden darf. Hiernach sind die Versicherungsnehmer an dem normalerweise im Rahmen des handelsrechtlichen Jahresabschlusses festgestellten Überschuss verursachungsorientiert oder, soweit anders vereinbart, auf jeden Fall angemessen zu beteiligen. Zusätzlich erhalten die Versicherungsnehmer spätestens bei Vertragsende wenigstens die Hälfte des auf ihren Vertrag entfallenden Anteils an den im Jahresabschluss noch nicht erfassten Wertzuwächsen des Vermögens des Versicherers, soweit dem nicht aufsichtsrechtliche Vorschriften entgegenstehen (Beteiligung an den Bewertungsreserven).

## Verfahren der Überschussbeteiligung
Die Überschussbeteiligung besteht in Deutschland, Österreich und der Schweiz grundsätzlich aus folgenden Einzelschritten:
- Zuerst muss jedes Jahr der Überschuss, an denen die Versicherungsnehmer beteiligt sind, festgestellt werden. Basis für diese Feststellung ist normalerweise der handelsrechtliche Jahresabschluss.
- Danach wird bestimmt, welcher Teil des Überschusses den Versicherungsnehmern zugutekommen soll und welcher dem Versicherer verbleibt.
- Jedes Jahr wird bestimmt, welcher Betrag des Anteils der Versicherungsnehmer an den Überschüssen des gerade abgelaufenen Jahres und noch nicht verteilter Überschüsse früherer Jahre im Folgejahr an die Versicherungsnehmer ausgeschüttet werden soll und welcher zurückgelegt werden oder bleiben soll.
- Der relative Anteil gemäß Verursachung durch den einzelnen Versicherungsnehmer an diesem auszuschüttenden Betrag wird festgestellt und dem Versicherungsnehmer zugeteilt.
- Der zugeteilte Betrag des einzelnen Versicherungsnehmers wird diesem in der vertraglich mit ihm vereinbarten Form gut gebracht.

### Gesetzliche Regelungen (Deutschland) für die Aufteilung des Überschusses zwischen Versicherungsnehmern und Versicherer
Nach § 56a Versicherungsaufsichtsgesetz (VAG) bestimmt der Vorstand die Aufteilung des Überschusses zwischen Versicherungsnehmern und Versicherer. Dazu macht der Verantwortliche Aktuar einen Vorschlag. Hierbei sind in erster Linie die vertraglichen Vereinbarungen zu berücksichtigen, die nicht hinter den Vorgaben des VVG zurückbleiben dürfen. Bei der Aufteilung sind sowohl die Sicherung der angemessenen und verursachungsorientierten Überschussbeteiligung als auch der Bedarf an Eigenkapital zur Sicherung der dauernden Erfüllbarkeit der Verträge und der Anspruch der Aktionäre auf Gewinn zu berücksichtigen. Zu letzterem legt § 56a VAG fest, dass den Aktionären mindestens ein Gewinn von 4 % des Grundkapital verbleiben muss, wenn Beträge bei der Aufteilung den Versicherungsnehmern zugewiesen werden, auf die diese keinen Rechtsanspruch haben. Die Sicherung des nach § 53c VAG geforderten Eigenkapitals geht nach § 153 VVG dem Anspruch auf Überschussbeteiligung vor.
Die Überschussbeteiligung unterliegt – nicht zuletzt wegen ihrer Komplexität und dem kollektiven Charakter – strenger staatlicher Aufsicht. Um der Aufsichtsbehörde trotz der strengen verwaltungsrechtlichen Beschränkungen ein effektives Eingreifen zu ermöglichen, beschreibt das Aufsichtsrecht spezifische Eingriffstatbestände für die Aufteilung des Überschusses. Die § 81c (Lebensversicherung) und § 81d (Krankenversicherung) VAG regeln die aufsichtsrechtlichen Mindestanforderungen an diese Aufteilung. Hier wird aus verwaltungsrechtlicher Sicht beschrieben, wann die Versicherungsaufsichtsbehörde bzw. eine gegebenenfalls zuständige Landesaufsichtsbehörde wegen nicht mehr hinnehmbarer Beeinträchtigung der Belange der Versicherungsnehmer durch einen Verwaltungsakt eingreifen darf. Dies ist nach den gesetzlichen Vorschriften dann der Fall, wenn die Versicherungsnehmer nicht angemessen am Überschuss des Versicherers beteiligt werden. Die aufgrund dieser Paragraphen erlassenen Verordnungen präzisieren diese Verwaltungsvorgabe. Werden die Versicherungsnehmer nicht angemessen am Überschuss beteiligt, so liegt ein Missstand vor, und die Aufsichtsbehörde kann demnach schon bei einfacher Unangemessenheit entsprechende Maßnahmen vornehmen. Sonst kann die Aufsichtsbehörde erst unter wesentlich strengeren Voraussetzungen nach § 81 VAG tätig werden. Diese Vorschriften gelten nur für Versicherer mit Sitz in Deutschland. Die aufgrund des freien Binnenmarktes für Finanzdienstleistungen von Versicherern mit Sitz in anderen EU-Staaten in Deutschland angebotenen Verträge unterliegen den Vorschriften des Sitzlandes, soweit solche zur Überschussbeteiligung erlassen wurden. Die EU hat keinerlei diesbezügliche Schutzvorschriften vorgesehen, Deutschland darf diese Vorschriften nur für Versicherer mit Sitz in Deutschland vorsehen.

#### Lebensversicherung
Nach § 81c VAG kann die Aufsichtsbehörde eingreifen, wenn die Überschussbeteiligung nicht mehr angemessen ist; Angemessenheit wird seit 4. April 2008 durch die Mindestzuführungsverordnung konkretisiert.

#### Krankenversicherung
Auch hier muss der Versicherte angemessen am Kapital-, Risiko- und Kostenergebnis beteiligt werden. Details regelte die Verordnung zur Ermittlung und Verteilung von Überzins und Überschuss in der Krankenversicherung (Überschussverordnung – ÜbschV). Sie wurde aufgrund der § 12c Abs. 1 Satz 1 Nr. 3 und § 81d Abs. 3 Satz 1 VAG erlassen.
Nach § 12a sind 90 % des Kapitalergebnisses dem Kunden wie folgt gutzuschreiben: Der auf den durch Beitragszuschläge nach § 12 Abs. 4a VAG entstandenen Teil der Alterungsrückstellung (AR) entfallende Teil wird der AR direkt gutgeschrieben (§ 12a Abs. 2 VAG). Vom überbleibende Betrag werden 50 %+(A-2000)*2 % der AR zugeführt, wobei A das Jahr des jeweiligen Geschäftsjahresbeginns ist. Beispiel: Für ein Geschäftsjahr, das vom 1. Januar 2013 bis 31. Dezember 2013 reicht, sind 76 % der AR gutzuschreiben. Der Rest wird der erfolgsunabhängigen Rückstellung für Beitragsrückerstattung zugeführt. Für alle Geschäftsjahre, die ab dem 1. Januar 2026 beginnen, sind 100 % der AR gutzuschreiben.
Das Risiko- und das Kostenergebnis werden mit den restlichen 10 % des Überzinsergebnis zusammengefasst. Hiervon gehen 80 % in die erfolgsabhängige Rückstellung für Beitragsrückerstattung, der Rest wird als Jahresüberschuss ausgewiesen. (§4 ÜbschV)

### Entscheidung über Ausschüttung oder Zurücklegen
Der Anteil der Versicherungsnehmer am Überschuss eines Jahres muss diesen nicht direkt unwiderruflich ausgeschüttet werden. Der Versicherer kann einen Teil erst einmal zurücklegen (handelsrechtlich sind diese zurückgelegten Beträge in der Rückstellung für Beitragsrückerstattung (RfB) ausgewiesen) und später über eine Ausschüttung entscheiden. Er entscheidet jährlich, ob bereits zurückgelegte Beträge ausgeschüttet oder weiter zurückgestellt bleiben sollen. Die zurückgelegten Beträge sind rechtlich schon für die zukünftige Ausschüttung an die Versicherungsnehmer bestimmt. Damit sind die Zuweisung an die Versicherungsnehmer und der tatsächliche Anfall der Überschüsse des Versicherers zeitlich entkoppelt.

#### Ausschüttungen in Form der Direktgutschrift oder durch Verwendung zurückgelegter Beträge
Aus Sicht des Versicherers können die für die Ausschüttung vorgesehenen Beträge
- direkt ausgeschüttet und an einzelne Versicherungsnehmer zugeteilt werden (Direktgutschrift), ohne dass sie vorher zurückgelegt wurden. Handelsrechtlich gehen diese Ausschüttungen direkt zu Lasten des Geschäftsjahres der Ausschüttung und werden auf die Überschussbeteiligung dieses Jahres angerechnet.
- den zurückgelegten Beträgen entnommen werden. Diese Entnahme ist handelsrechtlich kein Aufwand, da der Aufwand für Überschussbeteiligung schon berücksichtigt wurde, als die Beträge zurückgelegt wurden.

#### Zurückgelegte Beträge
Durch Zurücklegen von Beträgen kann der Versicherer Schwankungen in der Überschussbeteiligung ausgleichen, denn eine verlässliche und vorhersehbare Entwicklung der Versicherung ist im Zusammenhang mit der Altersvorsorge von besonderer Wichtigkeit. Ein zusätzlicher wichtiger Effekt ist, dass in ganz besonderen Notfällen die zurückgelegten Beträge auch zur Abdeckung von Verlusten verwendet werden dürfen, wenn die Aufsichtsbehörde zustimmt. Deshalb gelten die zurückgelegten Beträge auch wie Eigenkapital und der Versicherer muss deshalb weniger Geld auf den Kapitalmärkten als Sicherheitskapital aufnehmen. Da dieses Geld entsprechend den Anforderungen der Kapitalmärkte hoch zu verzinsen wäre, kommt es die Versicherungsnehmer wesentlich billiger, wenn sie temporär auf die Ausschüttung von Beträgen verzichten. Dies betrifft aber nur solche Beträge, über die der Versicherer noch keine unwiderrufliche Verfügung getroffen hat. Die Höhe der zurückgelegten Beträge, für die der Versicherer noch keine Regelung zu der beabsichtigten Zuteilung an einzelne Versicherungsnehmer getroffen hat, ist durch die Mindestzuführungsverordnung begrenzt.

### Festlegung der Zuteilung für den einzelnen Versicherungsnehmer

#### Überschussdeklaration
In der Lebensversicherung beschließt der Vorstand auf Vorschlag des Verantwortlichen Aktuars die Höhe der Zuteilungen in der Regel für das folgende Jahr. Diese Festlegung wird Überschussdeklaration genannt. Soweit die Ausschüttung aus den zurückgelegten Beträgen entnommen werden soll, muss diese Deklaration aus steuerlichen Gründen vor dem Ende des Geschäftsjahres vor Zuteilung erfolgen. Sonst wird ggf. die RfB teilweise nicht steuerlich anerkannt. Für die Deklaration der Direktgutschrift gibt es keine zeitlichen Einschränkungen.
Die Zuteilungen an den einzelnen Versicherungsnehmer werden üblicherweise in Form von Überschussanteilsätzen in Relation zu bestimmten für jeden Vertrag feststellbaren Bemessungsgrundlagen bestimmt. Die jeweiligen Bemessungsgrundlagen sind für den Altbestand im Geschäftsplan festgelegt. Im Neubestand werden sie üblicherweise in den Versicherungsverträgen vereinbart.
Beispiel einer Überschussdeklaration für eine Lebensversicherung (es können auch andere Bemessungsgrundlagen vereinbart sein und die Sätze sind nur beispielhaft, sie unterscheiden sich von Versicherer zu Versicherer und dort auch von Jahr zu Jahr):
- 1,5 % des Deckungskapitals (wobei vertraglich festgelegt ist, wie dieses Deckungskapital zu bestimmen ist, z. B. das nach Rechnungsgrundlagen der Beitragskalkulation zum Jahrestag vor der Zuteilung bestimmte)
- 20 % des Risikobeitrags
- 2 % des Beitrags und
- 0,1 % der Versicherungssumme

Die Bemessungsgrundlagen sind Größen, die den Anteil des jeweiligen Versicherungsnehmers an der Verursachung des Überschusses beschreiben. Beispielsweise gibt das Deckungskapital eines Vertrags im Verhältnis zum Deckungskapital aller Verträge den formalen Anteil an den Kapitalanlagen des Versicherers und damit auch an den Kapitalerträgen wieder. Daher ist es angemessen, den Überschuss aus den Kapitalerträgen nach diesem Schlüssel zu verteilen.
Aus diesen Überschussanteilsätzen errechnet sich für jeden Versicherungsvertrag ein bestimmter Betrag, der ihm nachfolgend, meist zum Jahrestag des Vertragsabschlusses, zugeteilt wird. Die Sätze werden so gewählt, dass sich über den ganzen Bestand der vom Vorstand zur Ausschüttung bestimmte Betrag ergibt.
Im Anhang des Jahresabschlusses ist ein Überblick über die Überschussanteilsätze zur Information des Bilanzlesers anzugeben, da die Ausschüttungen des Folgejahres die Finanzkraft des Versicherers schwächen. Zudem wird diese Anhangangabe dazu verwendet, die Überschussdeklaration bekanntzugeben und damit auch vertragsrechtlich verbindlich zu machen. Die Deklaration kann aber auch auf anderem Weg – etwa über das Internet – bekannt gemacht werden.

#### Schlussüberschussanteile
Die Zuteilung kann in der Überschussdeklaration unwiderruflich oder widerruflich erfolgen. Bei einer unwiderruflichen Zuteilung gehört der Betrag ab Zuteilung zu den nicht nur dem Grunde nach, sondern auch der Höhe nach bestimmten Ansprüchen des Versicherungsnehmers aus dem Vertrag, genauso wie alle bei Vertragsabschluss vereinbarten Leistungen. Bei einer widerruflichen Zuteilung kann der Versicherer diese Zuteilung später unter bestimmten Umständen wieder mindern, insbesondere wenn Verluste aufgetreten sind entsprechend dem Anteil des Versicherungsnehmers daran. Widerruflich zugeteilte Beträge gelten genauso wie zurückgelegte, noch nicht zugeteilte Beträge als Sicherungskapital des Versicherers und werden handelsrechtlich auch noch in der RfB ausgewiesen.
Durch die widerrufliche Zuteilung werden Überschüsse entsprechend den Verhältnissen nahe der Entstehung der Überschüsse einzelnen Versicherungsnehmern zugeordnet, berücksichtigen also, wie die Versicherungsnehmer zu diesem Zeitpunkt zur Entstehung von Überschüssen beigetragen haben. Würde man diese Beträge erst einmal einfach nur zurücklegen, wäre später nicht mehr feststellbar, in welchem Umfang welcher Versicherungsnehmer zur Entstehung der Überschüsse beigetragen hat. Andererseits sollen die Beträge aber weiter als Sicherheitsmittel dienen, den Versicherungsnehmern also nur vorbehaltlich eines Ausgleichs späterer Verluste zugeteilt werden.
Widerruflich zugeteilte Beträge werden meist als Schlussüberschussanteile bezeichnet, da sie ursprünglich erst bei Vertragsende („zum Schluss“) dem Versicherungsnehmer unwiderruflich zugeteilt werden.
Die Überschussdeklaration bestimmt, wann Schlussüberschussanteile dem Versicherungsnehmer schließlich unwiderruflich zugeteilt werden. Dies ist regelmäßig beim planmäßigen Vertragsende der Fall (Ablauf). In einigen Fällen können sie auch zu bestimmten Zeiten vorher, z. B. zum Ende der Aufschubzeit, unwiderruflich werden. Auch bei anderen Vertragsbeendigungen, z. B. durch Tod oder Rückkauf, werden Schlussüberschussanteile unwiderruflich. Die Höhe des dann unwiderruflich zuzuteilenden Betrages kann je nach Zeitpunkt in der Überschussdeklaration anders festgelegt werden. Je früher die unwiderrufliche Zuteilung erfolgt, desto niedriger ist in der Regel der Betrag.
Eine Sonderform des Schlussüberschussanteils bildet der Todesfallbonus: Hier wird im Todesfall neben der Versicherungssumme eine zusätzliche Zahlung geleistet. Hiermit werden insbesondere Risikoüberschüsse spezifisch verteilt.
Handelsrechtlich werden die Schlussüberschussanteile vor der unwiderruflichen Zuteilung in einer Teil-Rückstellung der RfB (Schlussüberschussanteilfonds) mit dem handelsrechtlich bestimmten Wert ausgewiesen. Damit wird auch handelsrechtlich der Unterschied zwischen den allgemein zurückgestellten Beträgen in der RfB (freie RfB) und den bereits, wenn auch widerruflich einzelnen Versicherungsnehmern zugeteilten Beträgen dargestellt.
Weiter ist den Versicherungsnehmern bei Vertragsbeendigung auch noch ein zusätzlicher Schlussüberschussanteil auf Grund der Beteiligung an den Bewertungsreserven zu gewähren, soweit ein solcher Anspruch besteht.

### Überschussverwendung in der Lebensversicherung
In der Lebensversicherung gibt es verschiedene, vertraglich vereinbarte Möglichkeiten, wie dem Versicherungsnehmer unwiderruflich zugeteilten Überschussanteile zufließen können. Schlussüberschussanteile, die erst bei Vertragsende dem Versicherungsnehmer unwiderruflich zugeteilt werden, werden stets dem Versicherungsnehmer zusammen mit der übrigen Versicherungsleistung oder dem übrigen Rückkaufswert in bar ausgezahlt. Werden sie vorher unwiderruflich, können sie genauso wie die regelmäßigen unwiderruflichen Überschussanteile verwendet werden, soweit nichts anderes vereinbart ist.
Die wichtigsten Formen der Verwendung der Zuteilungen in der Lebensversicherung sind:
- Erhöhung der garantierten Leistungen (Bonussystem)
- verzinsliche Ansammlung der Überschussanteile
- Verrechnung mit Beiträgen
- „gleich bleibender“ Rentenzuschlag (bei laufenden Rentenversicherungen)

Daneben gibt es Mischformen (z. B. aus Rentenzuschlag und Bonus) sowie seltenere Formen der Überschussverwendung, wie Barausschüttung oder Verkürzung der Vertragslaufzeit.

#### Bonussystem
Beim Bonussystem wird die garantierte Versicherungsleistung erhöht. Meist hat die zusätzliche Leistung das gleiche Leistungsspektrum wie die Grundversicherung.
Dabei wird das vertragliche Deckungskapital um den Barwert der zusätzlichen beitragsfreien Versicherungsleistung erhöht. Technisch erfolgt diese Erhöhung durch einen Einmalbeitrag, der allerdings nicht vom Versicherungsnehmer zu zahlen ist, sondern der, sofern er nicht unmittelbar zu Lasten des Jahresergebnisses geht (Direktgutschrift), der RfB entnommen wird.

#### Verzinsliche Ansammlung
Die Überschüsse werden den Versicherten auf ein besonderes Konto gutgeschrieben, das selbst jährlich mit dem Ansammlungszins verzinst wird. Die verzinslich angesammelten Überschussanteile werden im Passivposten Verbindlichkeiten aus dem selbst abgeschlossenen Versicherungsgeschäft gegenüber Versicherungsnehmern im Jahresabschluss zum Nennwert ausgewiesen.
Im Vergleich zum Bonussystem führt die verzinsliche Ansammlung zu einer höheren Zahlung bei Vertragsablauf, während beim Bonussystem höhere Todesfallleistungen fällig werden.

#### Beitragsverrechnung
Hier wird die Überschusszuteilung mit der Beitragszahlung verrechnet, das heißt, der Beitragszahler zahlt nur einen Teil des fälligen Beitrags, der Restbetrag wird aus der Überschussbeteiligung erbracht. In seltenen Fällen werden die Überschussanteile auch unabhängig von der Beitragszahlung in bar ausgeschüttet. Regelmäßig kommt diese Barausschüttung nur bei Zuteilungen zum Vertragsende vor.

#### Rentenzuschlag
Während das Bonussystem bei einer Rentenversicherung im Rentenbezug dazu führt, dass die Rentenhöhe jährlich steigt, werden diese steigenden Rentenhöhen in einen äquivalenten (d. h. barwertgleichen) Betrag einer konstanten Rentenerhöhung umgerechnet.
Damit werden hier ab Beginn höhere Renten gezahlt. Später kehrt sich das jedoch wieder um. Da beim Bonussystem die Rentenerhöhung für die gesamte Laufzeit garantiert ist, wird die Deckungsrückstellung um den Barwert der Bonusrente erhöht. Beim Rentenzuschlag sind die Erhöhungsrenten nur für ein Jahr garantiert. Obgleich zu Beginn beim Rentenzuschlag eine höhere Zahlung fällig wird, ist anfangs der Aufwand beim Bonussystem höher. Da hiermit eine Verpflichtung für die Zukunft ähnlich einem Schlussüberschussanteil übernommen wird, ist der Differenzbetrag handelsrechtlich ähnlich dem Schlussüberschussanteilfonds innerhalb der Rückstellung für Beitragsrückerstattung zu binden.
Problematisch ist diese Form der Überschussverwendung, wenn die Überschusssätze gesenkt werden müssen. Während es dann beim Bonussystem zu einer geringeren Rentenerhöhung kommt, wird beim Rentenzuschlag der Auszahlungsbetrag gegenüber dem Vorjahr gekürzt.

### Überschussverwendung in der Krankenversicherung
Die wichtigsten Formen der Überschussverwendung in der Krankenversicherung sind:
- Milderung von Beitragsanpassungen
- Beitragsermäßigung im Alter
- bare Beitragsrückerstattung bei Leistungsfreiheit

#### Milderung von Beitragsanpassungen
Krankenversicherungen haben mindestens jährlich ihre Beiträge zu überprüfen und ggf. anzupassen. In der Regel führen die Beitragsanpassungen zu einer Erhöhung des Beitrags. Durch Einsatz von Mitteln aus der Überschussbeteiligung kann diese Anpassung limitiert werden. Dabei wird die Alterungsrückstellung um den Betrag erhöht, der benötigt wird, den Teil der Beitragserhöhung, der nicht an die Versicherten weitergegeben wird, auf Dauer zu finanzieren.

#### Beitragsermäßigung im Alter
Da im Alter Beitragsanpassungen besonders stark ausfallen können, werden speziell Mittel zurückgestellt, um für die über 65-Jährigen Limitierungen zu ermöglichen. Dazu trägt unter anderem der gesetzliche Beitragszuschlag von 10 % bei.

#### Bare Beitragsrückerstattung
Hier werden den Versicherten, die im Vorjahr keine Versicherungsleistung in Anspruch genommen haben, Teile des Beitrags, z. B. drei Monatsbeiträge, zurückerstattet (z. B. als Überweisung oder Verrechnung). Damit versucht das Versicherungsunternehmen auch, die Regulierungskosten zu vermindern, indem Bagatellzahlungen vermieden werden. Denn erst wenn die Versicherungsleistungen höher sind als die Beitragsrückerstattung, lohnt es sich für den Versicherungsnehmer, die gesammelten Rechnungen einzureichen.